# Margit Sielska
Margit Sielska (Oekraïens: Марі́я Се́льська-Райх) (Kolomyja, 26 mei 1903 – Lviv, 3 februari 1980) was een Pools kunstschilderes. Zij was dochter van Izaak Reich en Zajra, en kwam uit een Joodse familie.
Van 1920 tot 1922 studeerde ze in Krakau aan de Academie voor Schone Kunsten. In 1926 deed ze in Wenen een vervolgstudie, en twee jaar later aan de Académie Moderne in Parijs, waar ze ook haar toekomstige echtgenoot Roman Sielski leerde kennen. Toen ze terug naar Polen kwam, ging ze in Lviv wonen, en richtte daar de Association of Artists and Designers op, waar ze ook een expositie had.
Toen de nazi's in 1941 Lviv bezetten, betekende dit voor Sielska een zeker gevaar vanwege haar Joodse komaf. In 1942 werd ze met familieleden naar een getto verhuisd. Het lukte haar uit het getto naar Krakau te vluchten. Ze kwam in 1943 toch weer terug naar Lviv, waar ze onderdook in het atelier van Sascha Wynnytzky, totdat het Sovjet-leger in de zomer van 1944 Lviv bevrijdde. Sindsdien was ze Sovjet-burger, waar haar echtgenoot Roman Sielska aan de Lviv Kunstacademie betrokken was. Zelf schilderde ze vanuit huis, in de Socialistisch realisme-stijl die vanuit de Sovjet-Unie van boven werd opgelegd.
- Gemeinsame Normdatei: 133609375
- International Standard Name Identifier: 0000 0000 4031 6342
- Library of Congress Control Number: n2005035966
- RKD-Nederlands Instituut voor Kunstgeschiedenis: 208002
- Virtual International Authority File: 20878832
- WorldCat: E39PBJcwBj4dDFyMF8R96ybw4q